# Гаррі Клайнфельтер
Гаррі Фітч Клайнфельтер, молодший (англ. Harry Fitch Klinefelter Jr; 20 березня 1912 — 20 лютого 1990) — американський лікар-ревматолог та ендокринолог. Відомий відкриттям синдрому Клайнфельтера, який носить його ім'я.

## Біографія
Клайнфельтер навчався спочатку в університеті Вірджинії, Шарлотсвілл, потім у Школі медицини університету Джона Гопкінса. Після його закінчення в 1937 році він продовжив вивчення внутрішньої медицини в лікарні при університеті імені Джонса Гопкінса. Клайнфельтер працював у Массачусетській загальній лікарні в Бостоні упродовж 1941—1942 років під наглядом Фуллера Олбрайта, описав групу з дев'яти пацієнтів чоловіків з симптомами гінекомастії, азоспермії (без алейдигізму), підвищеної екскреції фолікулостимулюючого гормону. Це був перший опис того, що пізніше стали називати синдромом Клайнфельтера. Спочатку він підозрював, що це ендокринні розлади, але пізніше, поясненням цим розладам була названа хромосомна причина.
Клайнфельтер служив у Збройних Силах США під час другої світової війни упродовж 1943—1946 років, потім повернувся в університет Джонса Гопкінса, де він залишався упродовж усього свого професійного життя. У 1966 році він був призначений доцентом. За деякими відомостями, його відкриття було фактично привласнено в одного з його колег ендокринологів. Вийшов на пенсію у віці 76 років.